# 天主教馬德普拉塔教區
天主教馬德普拉塔教區（拉丁語：Dioecesis Maris Platensis）是阿根廷一個羅馬天主教教區，屬拉普拉塔總教區。
教區成立於1957年2月11日，位於布宜諾斯艾利斯省東南部九縣。2004年有教友662,186人（佔轄區總人口80.0%）、五十個堂區、八十七名司鐸。現任教區主教為加俾額爾·安多尼·梅斯特雷，輔理主教為達里奧·魯本-金塔納，榮休主教為安多尼·馬里諾。